# Hermanas Goggi
Las Hermanas Goggi fueron un dúo musical italiano formado por  Loretta Goggi y Daniela Goggi, activo desde 1977 a 1981, con un repertorio de canciones italo disco.

## Trayectoria artística
Una vez expiró el contrato con el productor y mánager Mauro Polito, Loretta Goggi montó su propio negocio con su hermana Daniela para formar un dúo artístico. La pareja realizó una gira por Italia con el espectáculo Go & Go y un sencillo de música disco, Domani/The Professor, que logró un gran éxito.
En 1978, las hermanas Goggi, junto con Pippo Franco, Oreste Lionello y toda la compañía de Bagaglino, dirigida por Antonello Falqui, crearon el programa de variedades televisivo "Il Ribaltone" emitido en Rete 1, en el que se canta el tema final Voglia/Estoy bailando. El programa gana el premio Rosa de Plata en el Festival de la Rosa de Oro en Montreux, Suiza, como mejor programa de televisión europeo del año y también se edita un LP Il Ribaltone.
Posteriormente las Goggi retomaron su gira por el resto de Europa llamándola Hermanas Goggi. En España lanzó el disco Estoy bailando cantado en español (nunca editado en Italia) y el sencillo Estoy bailando/Una locura, la versión en español de la canción Voglia/Estoy bailando, previamente grabada solo por Daniela (aunque a veces las dos hermanas también actuarán juntas en la versión italiana), escrita por Giancarlo Bigazzi, Totò Savio y Luis G. Escolar.
La canción alcanzó un gran e inesperado éxito especialmente en España y Sudamérica, donde las hermanas Goggi habían promocionado dos espectáculos itinerantes Go & Go y Supergoggi, en el periodo 1977-1980, tanto es así que en 2009 el dúo Drag queen Shimai grabó una versión dance de la canción, todavía considerada una canción de culto para la Comunidad LGBT de países de habla hispana.
En 1980, después de una tercera gira por países latinoamericanos llamada Supergoggi, el dúo se separó y ambas hermanas continuaron sus carreras en solitario.
El 8 de diciembre de 2014 lanzaron un CD, remezclado por Marco Lazzari y producido por Rolando D'Angeli, con sus mayores éxitos dance, titulado Hermanas Goggi Remixed.

## Discografía

### Álbum
- 1978 - Il ribaltone (album)|Il ribaltone (Compagnia Generale del Disco|CGD, 20082)
- 1979 - Estoy bailando cantado en español (Hispavox, S 50 265)
- 2014 - Hermanas Goggi Remixed (Don't Worry Records, Warner Music, Edel AG|Edel, DW103/2014)

### Sencillos
- 1977 - Domani/Il professore (Compagnia Generale del Disco|CGD, 5408)
- 1978 - Voglia/Sto ballando (CGD, 10110)
- 1979 - Estoy bailando/Una locura (Hispavox)
- 2014 - Estoy bailando/Una locura|Estoy bailando remix (Don't Worry Records)